# Jean Cariou
Jacques Jean Cariou (Peumérit, 23 de setembro de 1870 -  7 de outubro de 1951) foi um ginete francês, campeão olímpico. 

## Carreira
Jacques Cariou representou seu país nos Jogos Olímpicos de 1912, na qual conquistou a medalha de ouro no salto individual. 